# Humin-Dobra Ziemskie
Humin-Dobra Ziemskie est une localité polonaise de la gmina de Bolimów, située dans le powiat de Skierniewice en voïvodie de Łódź.